# Калиновка (Ніколаєвський район)
Калиновка (рос. Калиновка) — селище в Ніколаєвському районі Ульяновської області Російської Федерації.
Населення становить 0 осіб. Входить до складу муніципального утворення Барановське сільське поселення.

## Історія
Від 2004 року входить до складу муніципального утворення Барановське сільське поселення.

## Населення
| 2010 |
| ---- |
| 0    |